# Джульярдская школа
Джульярдская школа (англ. Juilliard School) — одно из крупнейших американских высших учебных заведений в области искусства и музыки. Расположена в нью-йоркском Линкольн-центре.

## История
В 1905 году в Нью-Йорке был основан Институт музыкального искусства (англ. Institute of Musical Art) во главе с дирижёром Франком Дамрошем, в первый же год занятий набравший около 500 студентов. В 1926 году институт был объединён с основанной за два года до этого Джульярдской высшей школой (англ. Juilliard Graduate School), созданной благотворительным фондом Огастаса Джульярда; под единым руководством два института оставались относительно самостоятельными, поскольку Джульярдская школа была предназначена для студентов более старшего возраста, уже имеющих определённое музыкальное образование. Дальнейшее слияние двух частей единой консерватории произошло в 1946 году, и объединённое учебное заведение стало называться Джульярдской школой музыки, а с 1969 года просто Джульярдской школой. Со временем к первоначальному отделению исполнительского искусства в области академической музыки добавилось отделение танца (1951), а затем и отделение драмы (1968); в 2001 году в Джульярдской школе был открыт курс исполнительского мастерства для джазовых музыкантов.
Мария Каллас проводила в Джульярдской школе знаменитые мастер-классы в период с октября 1971 года по март 1972 год. Они легли в основу пьесы «Мастер-класс» драматурга Терренса Макнелли.
Традицией учебного заведения является устойчивый интерес к современной музыке и участие студентов и преподавателей в её исполнении. В частности, в 1963 году здесь состоялась американская премьера оперы Пауля Хиндемита «Долгий рождественский ужин» под управлением самого автора.